# Rösjön (Vårdinge socken, Södermanland, 655100-159070)
Rösjön är en sjö i Södertälje kommun i Södermanland och ingår i Trosaåns huvudavrinningsområde.